# The Disaster Artist
The Disaster Artist ist eine US-amerikanische Filmkomödie mit tragischen Elementen von James Franco, die auf einem gleichnamigen Buch von Greg Sestero und Tom Bissell basiert. Es handelt sich bei dem Buch um die Schilderung der Entstehungsgeschichte zum Film The Room von Tommy Wiseau aus dem Jahr 2003. Eine Arbeitsversion des Films wurde am 12. März 2017 im Rahmen des South by Southwest Film Festivals vorgestellt. Am 1. Dezember 2017 kam der Film in ausgewählte US-amerikanische Kinos.
Im Rahmen der Golden Globe Awards 2018 wurde Franco in der Rolle von Tommy Wiseau als bester Hauptdarsteller ausgezeichnet. Im Rahmen der Oscarverleihung 2018 wurden Scott Neustadter und Michael H. Weber für das beste adaptierte Drehbuch nominiert.

## Handlung
Im Jahr 1998 hat der angehende, jedoch schüchterne Schauspieler Greg Sestero eine Rolle im Stück Warten auf Godot erhalten und bereitet sich in einer von Jean Shelton geleiteten Schauspielklasse in San Francisco darauf vor. Dann lernt Sestero Tommy Wiseau kennen, der genauso ein Außenseiter ist wie er selbst und ihn unter seine Fittiche nimmt. Sestero und Wiseau werden in ihrer Welt abgelehnt, jagen jedoch beide ihren Träumen nach. Wiseau nimmt den jungen Schauspieler mit nach Los Angeles, wo er eine Wohnung besitzt, die er aber nur selten nutzt. Wiseau wäre gerne ein großer Regisseur, Sestero träumt davon, ein richtiger Schauspieler zu werden, und so beschließen sie, ihren eigenen Film zu drehen, den Wiseau finanzieren will. Der exzentrische Wiseau hat lange schwarze Haare und trägt gerne dunkle Kleidung, womit er wie ein Rocker wirkt, Sestero nennt er hingegen „Babyface“. Wiseau entwickelt eine Eifersucht, als er bemerkt, dass sein neuer Freund gerne mit der Barkeeperin Amber flirtet, die schnell seine Freundin wird, und auch eine Agentin findet Sestero.
Bei dem Film The Room, den sie drehen wollen, führt Wiseau nicht nur Regie, er schreibt auch das Drehbuch, was sich allerdings negativ auf das Filmprojekt auswirkt, denn niemand sagt ihm, dass er bei seiner Arbeit allerlei Fehler macht. Er dreht den Film ohne gesunden Menschenverstand und baut im Filmstudio eine Gasse nach, in der der Film spielt, obwohl sich direkt vor dem Studio eine Straße befindet, in die er die Dreharbeiten verlagern könnte, weil Wiseau glaubt, richtige Filme müssten unbedingt über ein künstliches Filmset verfügen. Die Produktion verteuert sich auch dadurch, dass er sich entscheidet, den Film sowohl digital als auch im 35-mm-Format zu drehen. Neben seiner Inkompetenz als Regisseur, Autor und Produzent, entwickelt er zudem Allüren und beharrt z. B. darauf, am Filmset ein eigenes Bad zu haben. Auch seine Erwartungen, die er beim Vorsprechen an die Schauspieler stellt, sind sonderbar. So weist er diese an, in unverständlicher Weise zu reden und unmögliche, surrealistisch wirkende Szenen zu mimen. Auch in seinem Verhalten gegenüber Sestero wird er zunehmend unbeherrscht und beginnt, ihn mehr und mehr zu bevormunden, auch wenn er den Film ohne ihn unmöglich zu Ende drehen kann.

## Literarische Vorlage
Der Film basiert auf dem Buch The Disaster Artist: My Life Inside The Room des Schauspielers Greg Sestero und Tom Bissell. Sestero war in Tommy Wiseaus 2003 erschienenem Film The Room, über dessen chaotische Entstehungsgeschichte er im Buch berichtet, in der Hauptrolle des Mark zu sehen und ist zudem ein guter Freund von Wiseau. Er beschreibt im Buch, wie er selbst verzweifelt versuchte, sich als junger Schauspieler über Wasser zu halten und von seiner Beziehung zu dem geheimnisvollen Regisseur, der in der Vergangenheit nur wenig über seine Kindheit und seine Jugend preisgegeben hatte. In Interviews hatte dieser nach der Veröffentlichung von The Room 1968 oder 1969 als mögliche Geburtsjahre durchblicken lassen, Sestero berichtet in seinem Buch allerdings davon, dass er laut dessen Immigrationspapieren bereits in den 1950er Jahren in einem Ostblockstaat auf die Welt gekommen sein muss.
Immer wieder hatte sich der exzentrische Regisseur laut Sestero in den Erzählungen über sein Leben widersprochen. Neben der Beschreibung der Umstände ihres Kennenlernens konzentriert sich Sestero in seinem Buch auf die Schwierigkeiten und seltsamen Erfahrungen, die er während der Dreharbeiten zum Film hinter den Kulissen mit ihm hatte, aber auch von der Entstehung einer unwahrscheinlichen Freundschaft mit Wiseau.
Wiseaus Film sicherte sich aufgrund eines Drehbuches, das er selbst nicht zu verstehen schien, vieler unzusammenhängender Subplots, des grotesken Schauspiels und anatomisch unwahrscheinlicher Sexszenen einen Platz in der Liste der schlimmsten Filme aller Zeiten. Als er seinen Film im Juni 2003 vorstellte, wusste das Publikum nicht, was es mit dem „narzisstischen Homunculus“ mit seinen langen schwarzen Haaren und seinem Harlequin-Romance-Look und mit seinem Film anfangen sollte, so Peter Debruge von Variety. Obwohl Wiseau zwei Kinos in Los Angeles gebucht hatte, in denen viele hoffnungsvolle Oscar-Kandidaten gezeigt werden, waren an seinem Eröffnungswochenende weniger als 200 Zuschauer bereit, für den Film, der rund 6 Millionen US-Dollar gekostet haben soll, zu bezahlen.
Dennoch gab es einige Kinobesucher, die den Film immer wieder sehen wollten, und begannen, ähnlich wie bei dem Film The Rocky Horror Picture Show, beim Sehen des Films kleine Rituale zu entwickeln und in manchen Szenen Dinge Richtung Leinwand zu werfen. So sorgten die unzähligen und teils urkomischen Fehler in The Room – trotz seines unrühmlichen Rufes in der Filmgeschichte – dafür, dass er zum Kultfilm avancierte; zuerst für die Besucher aus Los Angeles und dann auf der ganzen Welt.
Als Sestero sein Buch schrieb, sagte Wiseau, dass er sich nur zwei Schauspieler vorstellen könnte, die ihn, Wiseau, spielen könnten, falls das Buch verfilmt werden sollte, nämlich James Franco und Johnny Depp.

## Produktion

### Stab und Genre
James Franco führte beim Film Regie und fungierte zudem neben Evan Goldberg, Vince Jolivette, Seth Rogen, James Weaver als einer der Produzenten. Die Drehbuchadaption von Greg Sesteros und Tom Bissells Roman erfolgte durch Scott Neustadter und Michael H. Weber. Der Film glättet und verdichtet Teile der Geschichte, die in der Romanvorlage erzählt wird.
Bei der Premiere des Films sagte Franco: „Nachdem ich das Buch gelesen hatte, habe ich immer gesagt, dass ich mich mit Tommy irgendwie identifizieren konnte.“ Nach eigenen Aussagen habe Franco ihn wirklich respektiert dafür, dass Wiseau nach Hollywood kam, wie es so viele Tausende oder Millionen von Menschen getan haben, und diesen Film gemacht hat. „Ich ähnele ihm auf eine Weise, die ich nur ungern zugeben möchte“, fügte Franco hinzu und sagte, er liebe Hollywood-Geschichten, und hier liege eine Hollywood-Geschichte über Außenseiter vor, die versuchten, es dort zu schaffen, die andererseits aber auch unglaublich verrückt war. Der Produzent Seth Rogen meinte „Es wäre einfach gewesen, einen Film zu machen, der sich über The Room nur lustig machte […], wir aber lieben den Film.“
Peter Debruge von Variety beschreibt den Film als „dysfunktionalen Buddy-Movie“.

### Besetzung
James Franco, der auch Regie führte, spielt im Film Tommy Wiseau. Franco sagte zu seiner Vorbereitung: „Ich habe die Rolle von Tommy in der Art einstudiert, wie ich es getan habe, als ich James Dean gespielt habe.“ Sein jüngerer Bruder Dave Franco übernahm im Film die Rolle von Greg Sestero, Alison Brie spielt dessen neue Freundin Amber. Im Frühjahr 2017 und damit kurz nach der Premiere des Films wurde bekannt, dass Dave Franco und Alison Brie, die seit August 2015 verlobt waren, geheiratet haben. Melanie Griffith spielt Gregs Schauspiellehrerin Jean Shelton und Seth Rogen den Supervisor Sandy Schklair. Bryan Cranston spielt im Film sich selbst als Schauspieler in seiner Zeit, als Malcolm mittendrin gedreht wurde. Neben Cranston haben eine Reihe weiterer bekannter Schauspieler kleinere Rollen oder einen Cameo-Auftritt im Film übernommen, so Sharon Stone, J.J. Abrams, Zac Efron und Judd Apatow, der im Film einen Produzenten spielt, aber auch Ari Graynor, Josh Hutcherson, June Diane Raphael, Nathan Fielder und Jacki Weaver, die im Film bei Wiseau vorsprechen. Weitere Schauspieler sind Paul Scheer, Hannibal Buress, Jason Mantzoukas und Megan Mullally.

### Dreharbeiten und Filmmusik
Der Film wurde mit dem Arbeitstitel The Masterpiece in Los Angeles gedreht, und damit auch an einem der Drehorte des Films The Room.
Die Filmmusik wurde von Dave Porter komponiert. Der Soundtrack zum Film umfasst 30 Musikstücke und wurde am 8. Dezember 2017 von WaterTower Music als Download veröffentlicht.

### Veröffentlichung
Eine Work-in-progress-Version des Films wurde am 12. März 2017 im Rahmen des South by Southwest Film Festivals vorgestellt, wo der Film seine Weltpremiere feierte und mit Standing Ovations bejubelt wurde. Bei dieser Vorführung waren neben dem Regisseur James Franco, seinem Bruder Dave und Produzent Seth Rogen auch Greg Sestero und Tommy Wiseau anwesend, dessen Film The Room im Anschluss gezeigt wurde. Im September 2017 wurde der Film beim Toronto International Film Festival in der Sektion Midnight Madness vorgestellt und im gleichen Monat beim San Sebastián International Film Festival, wo er als bester Film mit der Goldenen Muschel ausgezeichnet wurde.
Die Filmrechte liegen bei Warner Bros./New Line. Während die internationalen Vertriebsrechte bei New Line liegen, übernahm A24 die Vertriebsrechte in Nordamerika.
Am 1. Dezember 2017 kam der Film in ausgewählte US-amerikanische und am 1. Februar 2018 in die deutschen Kinos.

## Synchronisation
Die deutsche Synchronisation entstand nach einem Dialogbuch und unter der Dialogregie von Kim Hasper im Auftrag der RC Production Kunze & Wunder GmbH & Co. KG.
| Rolle             | Schauspieler             | Synchronsprecher   |
| ----------------- | ------------------------ | ------------------ |
| Tommy Wiseau      | James Franco             | Marcel Collé       |
| Greg Sestero      | Dave Franco              | Konrad Bösherz     |
| Bobbi             | Zoey Deutch              | Shandra Schadt     |
| Iris Burton       | Sharon Stone             | Martina Treger     |
| Bonnita Boudreau  | Sugar Lyn Beard          |                    |
| Amber             | Alison Brie              | Farina Brock       |
| Dan Janjigian     | Zac Efron                | Daniel Schlauch    |
| Sid               | Christopher Mintz-Plasse |                    |
| Sandy Schklair    | Seth Rogen               | Tobias Kluckert    |
| Jean Shelton      | Melanie Griffith         | Ilona Schulz       |
| Philip Haldiman   | Josh Hutcherson          | Amadeus Strobl     |
| Henry             | Tommy Wiseau             |                    |
| Robyn Paris       | June Diane Raphael       | Carolina Vera      |
| Erica Chase       | Eliza Coupe              |                    |
| Peter             | Jason Mantzoukas         | Jan-David Rönfeldt |
| Juliette Danielle | Ari Graynor              | Laurine Betz       |
| Nate              | Jason Mitchell           |                    |
| Bryan Cranston    | Bryan Cranston           | Bodo Wolf          |
| J. J. Abrams      | J. J. Abrams             | Axel Malzacher     |
| Zach Braff        | Zach Braff               | Kim Hasper         |

## Rezeption

### Altersfreigabe
In den USA erhielt der Film von der MPAA ein R-Rating, was einer Freigabe ab 17 Jahren entspricht. In Deutschland ist der Film FSK 12. In der Freigabebegründung heißt es: „In meist ruhiger, episodischer Erzählweise und mit viel Ironie thematisiert der Film die Tragik künstlerischen Scheiterns, aber auch den Wert von Freundschaft und Solidarität und schlägt letztlich versöhnliche Töne an. Zwar können Kinder unter 12 Jahren von der oft derben Sprache, einzelnen Sexszenen und einer Darstellung eines Suizidversuchs irritiert werden, doch bereits 12-Jährige sind in der Lage, diese Aspekte in den Kontext einzuordnen und sich zu distanzieren. Ihnen erschließt sich aufgrund ihrer bereits gesammelten Medienerfahrung die liebevoll-ironische Haltung des Films, sodass für sie nicht das Risiko einer Beeinträchtigung besteht.“

### Kritiken und Einspielergebnis
Der Film konnte bislang 91 Prozent der Kritiker bei Rotten Tomatoes überzeugen und erhielt hierbei eine durchschnittliche Bewertung von 7,8 der möglichen 10 Punkte. Im Rahmen der Golden Tomato Awards des Jahres 2017 ging der Film als Drittplatzierter in der Kategorie Beste Filmkomödie hervor.
Adi Robertson von The Verge sagt, der Film sei nicht nur das seltene Beispiel eines echt witzigen Biopics, sondern auch ein subtiler Meta-Kommentar zum Zustand der Kultfilme. Der Film sei interessanter als eine reine Charakterstudie des Katastrophenkünstlers Tommy Wiseau, so Robertson, und thematisch habe der Film viel gemeinsam mit Ed Wood von Tim Burton aus dem Jahr 1994 über den berüchtigten Regisseur von Plan 9 aus dem Weltall. Wo dieser den Zuschauer direkt in die Psyche von Wood einlud, halte The Disaster Artist Wiseau auf Distanz und zeige den Regisseur durch die Augen von Sestero. Was den porträtierten Wiseau und den Film zudem interessanter mache, so Robertson, sei, dass er einen unrealistisch optimistischen Menschen zeige und damit ein Pendant zu Ed Wood und dem bittersüßen Ende von dessen Karriere darstelle und wie dieser im Film letztlich scheitere. Zu der schauspielerischen Leistung des Protagonisten sagt Robertson, der knabenhafte James Franco sei zwar nicht die perfekte Besetzung für die Rolle des Tommy Wiseau, doch fange er dessen unverwechselbaren europäischen Akzent und dessen schallende Art zu sprechen ein, wodurch Franco durchgängig sein Können unter Beweis stelle. Der fiktive Wiseau sei zudem noch schwülstiger angelegt, als sein reales Gegenstück, das in Interviews relativ normal klingen kann, so Robertson. Zudem mache sich Franco über Wiseau nicht lustig, so Robertson, sondern mystifiziere ihn sozusagen zum Schutzpatron all jener, die ihre Träume gegen alle Widerstände lebten, auch – oder besonders dann – wenn diese Träume einfach schauderhaft sind.
Adrian Daub von Zeit Online erklärt, das Herzstück von The Disaster Artist seien die Dreharbeiten und die exakt nachgestellten Szenen von The Room, in denen Franco Tommy Wiseau tatsächlich verblüffend ähnlich sei. Seinem tragikomischen Protagonisten bringe Franco eine Sympathie entgegen, die durchblicken lässt, dass er in Wiseau eine Art glücklosen Doppelgänger seiner selbst erkennt, so Daub weiter.
Frank Schnelle von epd Film meint, James Franco, selbst ein unberechenbarer Vertreter seiner Profession, lasse keinen Zweifel daran, wie sehr er den Durchsetzungswillen Wiseaus bewundert: „Er macht ihn zu einem schillernden, einzigartigen Protagonisten – und schafft durch die Tatsache, dass er wie Wiseau Regisseur und Hauptdarsteller in Personalunion ist, nebenbei eine interessante Metaebene.“ Allerdings bleibe der Film durchweg eine Insiderveranstaltung, die letztlich immer wieder in dieselbe Kerbe haue und keinerlei Anstalten mache, ihren Figuren Tiefe zu verleihen, so Schnelle weiter. Der Konflikt zwischen Greg und Tommy verlaufe erschreckend schlicht und formelhaft, Greg, zwischen Loyalität und Selbstbehauptung balancierend, verflache im Lauf der Story regelrecht, und Tommy bleibe bis zum Schluss eine Witzfigur, von der wir nie erfahren, was sie im Innersten antreibt.
David Kleingers sagt in Spiegel Online, es sei James Francos Interpretation der (Kunst-)Figur Tommy Wiseau, die den Film über das Anekdotenhafte hinaus interessant mache: „Klug verzichtet Franco in seinem Spiel darauf, das Wesen Wiseaus zu psychologisieren oder dessen Narzissmus, Hybris und oft rücksichtsloses Verhalten in Manier eines Ed Wood zu verniedlichen.“
Eine Terminierung des Kinostarts in den USA durch A24 zum Auftakt der Filmpreissaison im Dezember 2017 und die von Kritikern vielfach nicht für unmöglich gehaltene Nominierung von James Franco im Rahmen der Oscarverleihung 2018 erklärt Josh Kurp von UPROXX damit, dass die Academy Filme über die Unterhaltungsindustrie liebe, wie beispielsweise La La Land, Birdman und The Artist.
Die weltweiten Einnahmen des Films aus Kinovorführungen belaufen sich bislang auf rund 28 Millionen US-Dollar.

### Auszeichnungen
Am 18. Dezember 2017 gab die Academy of Motion Picture Arts and Sciences bekannt, dass sich Dave Porters Arbeit (Filmmusik) auf einer Shortlist befindet, aus der die Nominierungen in der Kategorie Beste Filmmusik im Rahmen der Oscarverleihung 2018 erfolgten. Im Folgenden eine Auswahl von Nominierungen und Auszeichnungen im Rahmen weiterer Filmpreise.
Critics’ Choice Movie Awards 2018
- Nominierung für das Beste adaptierte Drehbuch (Scott Neustadter und Michael H. Weber)
- Nominierung als Bester Hauptdarsteller (James Franco)
- Auszeichnung als Bester Darsteller in einer Filmkomödie (James Franco)
- Nominierung als Beste Komödie[30]

Golden Globe Awards 2018
- Nominierung als Bester Film
- Auszeichnung als Bester Hauptdarsteller (James Franco)[31]

Gotham Awards 2017
- Auszeichnung als Bester Darsteller (James Franco)

Hollywood Film Awards 2017
- Auszeichnung mit dem Hollywood Screenwriter Award (Scott Neustadter und Michael H. Weber)[32]

Independent Spirit Awards 2018
- Nominierung als Bester Hauptdarsteller (James Franco)[33]

National Board of Review Awards 2017
- Auszeichnung für das Beste adaptierte Drehbuch (Scott Neustadter und Michael H. Weber)
- Aufnahme in die Top 10 Movies[34]

Oscarverleihung 2018
- Nominierung für das Beste adaptierte Drehbuch (Scott Neustadter und Michael H. Weber)

Phoenix Film Critics Society Awards 2017
- Auszeichnung für das Beste Originaldrehbuch
- Nominierung als Bester Hauptdarsteller (James Franco)[35]

San Sebastián International Film Festival 2017
- Auszeichnung als Bester Film mit der Goldenen Muschel (James Franco)[36][37]

Satellite Awards 2017
- Auszeichnung für das Beste adaptierte Drehbuch (Scott Neustadter und Michael H. Weber)
- Nominierung als Bester Filmschauspieler (James Franco)[38]

Screen Actors Guild Awards 2018
- Nominierung als Bester Hauptdarsteller (James Franco)[39]

Toronto International Film Festival 2017
- First runner-up in der Sektion Midnight Madness (James Franco)[40]

Writers Guild of America Awards 2018
- Nominierung für das Beste adaptierte Drehbuch (Scott Neustadter und Michael H. Weber)

Die Deutsche Film- und Medienbewertung FBW in Wiesbaden verlieh dem Film das Prädikat „besonders wertvoll“.